# Gestão de ativos fixos
O processo de Gestão de ativos fixos, também conhecida como Gestão Patrimonial, tem como função principal a execução dos procedimentos de recebimento, transferência, desfazimento e controle dos bens permanentes de uma determinada empresa, no que diz respeito aos bens móveis e imóveis.
- Ativo Fixo: É a composição de todos os bens tangíveis e intangíveis destinados à manutenção das atividades da organização ou exercidos com esta finalidade que servem a vários ciclos e não se destinam à venda, tais como: imóveis, móveis, máquinas, equipamentos, utensílios, veículos, bem como os investimentos representados pelas participações de outras entidades e/ou fundos fiscais.

## Inventário de Bens Patrimoniais

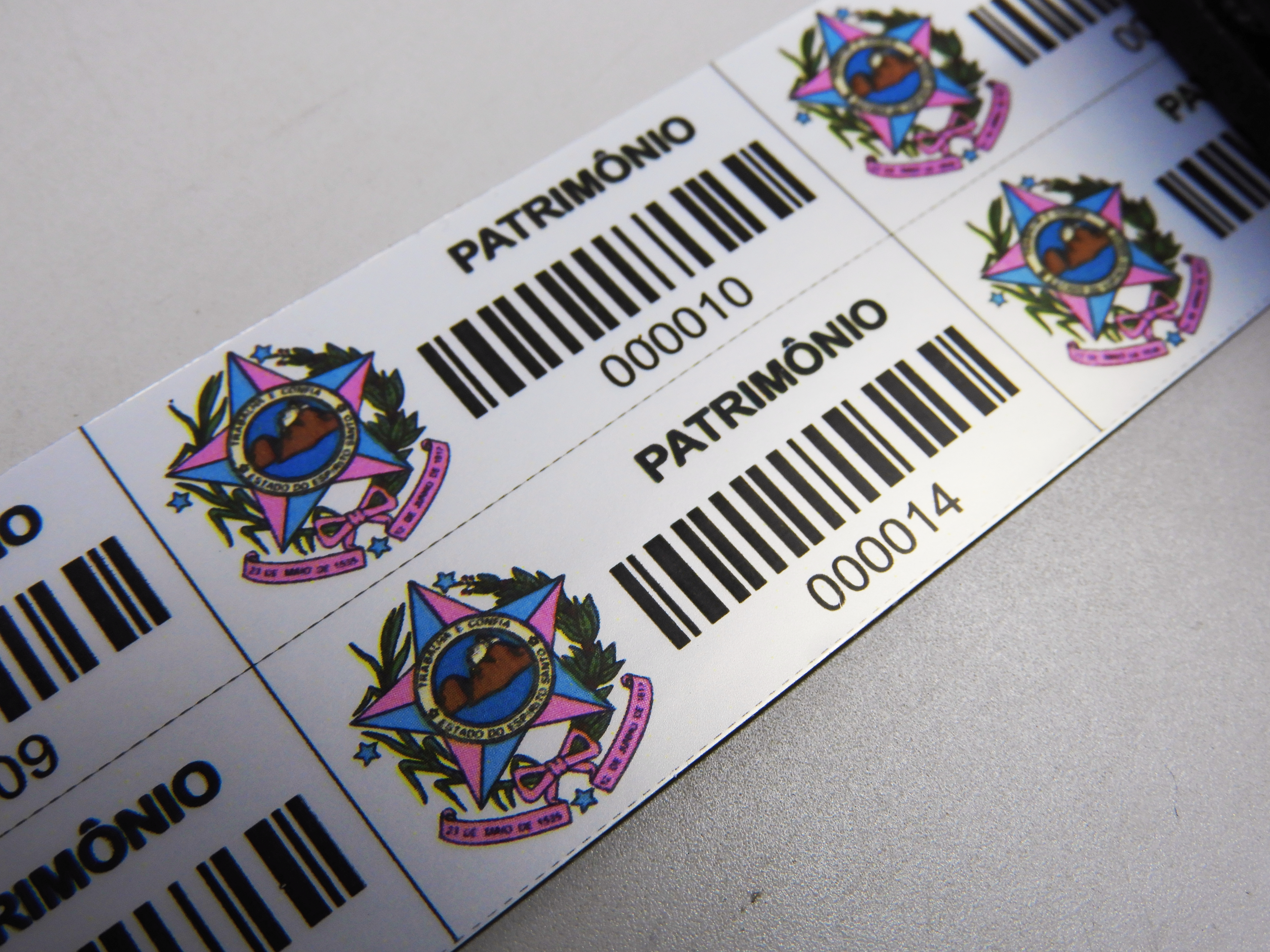
Etiqueta para Ativo Fixo

.Anualmente, ao término de cada exercício fiscal de uma determinada empresa, é realizado um inventário denominado: Inventário de Bens Patrimoniais.
Durante o período de inventário não poderá ocorrer nenhuma movimentação de bens na empresa. Neste período funcionários do setor vão colar Etiquetas de Patrimônio nos bens que se encontram sem a respectiva identificação, ou substituí-la quando esta estiver em mau estado de conservação, registrando no caderno de inventário.
Durante a conferência dos bens deverá observar o estado de conservação dos bens, verificando principalmente situações de bens que estão irrecuperáveis ou obsoletos. Ao término da conferência, será detalhado todas as irregularidades que foram observados em todo o patrimônio da empresa.
O relatório irá também listar bens passíveis de doação ou leilão devido a sua situação de obsolescência ou pouco valor agregado. O relatório final e parecer serão entregues para a gerencia que os submeterá a Diretoria para os devidos ajustes.
Os patrimônios de uma empresa que normalmente são rastreados:
- Equipamentos
- Mobília
- Luminárias e acessórios
- Bens de longo prazo
- Maquinário
- Veículos e equipamentos pesados[2]